# Siliștea (gmina Vitănești)
Siliștea – wieś w Rumunii, w okręgu Teleorman, w gminie Vitănești. W 2011 roku liczyła 633 mieszkańców.